# Arberella flaccida
Arberella flaccida är en gräsart som först beskrevs av Johann es Christoph Christian Döll, och fick sitt nu gällande namn av Thomas Robert Soderstrom och C.E.Calderon. Arberella flaccida ingår i släktet Arberella och familjen gräs. Inga underarter finns listade i Catalogue of Life.